# Филиппины на летних Олимпийских играх 2008
Филиппины принимали участие в Летних Олимпийских играх 2008 года в Пекине (Китай) в девятнадцатый раз за свою историю, но не завоевали ни одной медали. Сборную страны представляло 15 спортсменов, в том числе 5 женщин.